# Campionati mondiali di beach volley 2015
Il Campionato del mondo di beach volley 2015 si è svolto dal 26 giugno al 5 luglio 2015 a L'Aia, Amsterdam, Apeldoorn e Rotterdam nei Paesi Bassi.
Sia nel torneo maschile che in quello femminile, sono state ammesse a partecipare 48 coppie: le prime 45 della classifica del World tour come si presentava prima della competizione iridata più 3 wild card. Le coppie sono state suddivise in 12 gironi di 4 coppie ciascuno. Le prime due classificate di ogni girone e le 8 migliori terze sono state ammesse alla fase a eliminazione diretta, partendo dai sedicesimi di finale. Le coppie vincitori del torneo hanno ottenuto la qualificazione per il torneo olimpico di Rio de Janeiro 2016.

## Podi

### Uomini
| Evento                     | Oro                                        | Argento                                             | Bronzo                                                  |
| Torneo maschile (dettagli) | Brasile Alison Cerutti Bruno Oscar Schmidt | Paesi Bassi Reinder Nummerdor Christiaan Varenhorst | Brasile Pedro Solberg Evandro Gonçalves Oliveira Júnior |

### Donne
| Evento                      | Oro                                      | Argento                            | Bronzo                                              |
| Torneo femminile (dettagli) | Brasile Ágatha Bednarczuk Bárbara Seixas | Brasile Taiana Lima Fernanda Berti | Brasile Juliana Felisberta da Silva Maria Antonelli |